# Oboy
Oboy, pseudonimo di Mihaja Ramiarinarivo (Madagascar, 6 gennaio 1997), è un rapper malgascio naturalizzato francese.

## Biografia
Omega (2019), primo album in studio dell'artista, ha superato la soglia delle 100 000 unità equivalenti, venendo certificato platino dal Syndicat national de l'édition phonographique. No crari, uscito due anni più tardi, è arrivato al 3º posto nella Top Albums francese e ha superato la soglia di 100 000 esemplari venduti, venendo certificato anch'esso platino dalla SNEP.
Lo stesso esito è stato ottenuto col primo EP Mafana (2020), prodotto le cui vendite ammontano a 100 000 unità. Cinque hit di Oboy sono diamante per aver raccolto oltre 30 milioni di stream ciascuna in patria.

## Discografia

### Album in studio
- 2019 – Omega
- 2021 – No crari
- 2025 – Olyboy

### EP
- 2020 – Mafana
- 2025 – Mafana 2

### Mixtape
- 2016 – Olyside
- 2018 – Southside

### Singoli
- 2018 – Lightwork Freestyle
- 2018 – WDYM
- 2018 – Alpha
- 2018 – 187
- 2019 – R10
- 2019 – Boy
- 2019 – Rien à fêter
- 2020 – Rémus
- 2020 – Cruel
- 2021 – No blata
- 2021 – TDB
- 2021 – Louis V
- 2022 – Fast Fast
- 2023 – Quali
- 2024 – Tout y est (con La Mano 1.9 e Jozii)
- 2024 – Un peu
- 2025 – Spécial
- 2025 – Saint Laurent (con SCH)